# مله‌سرخ

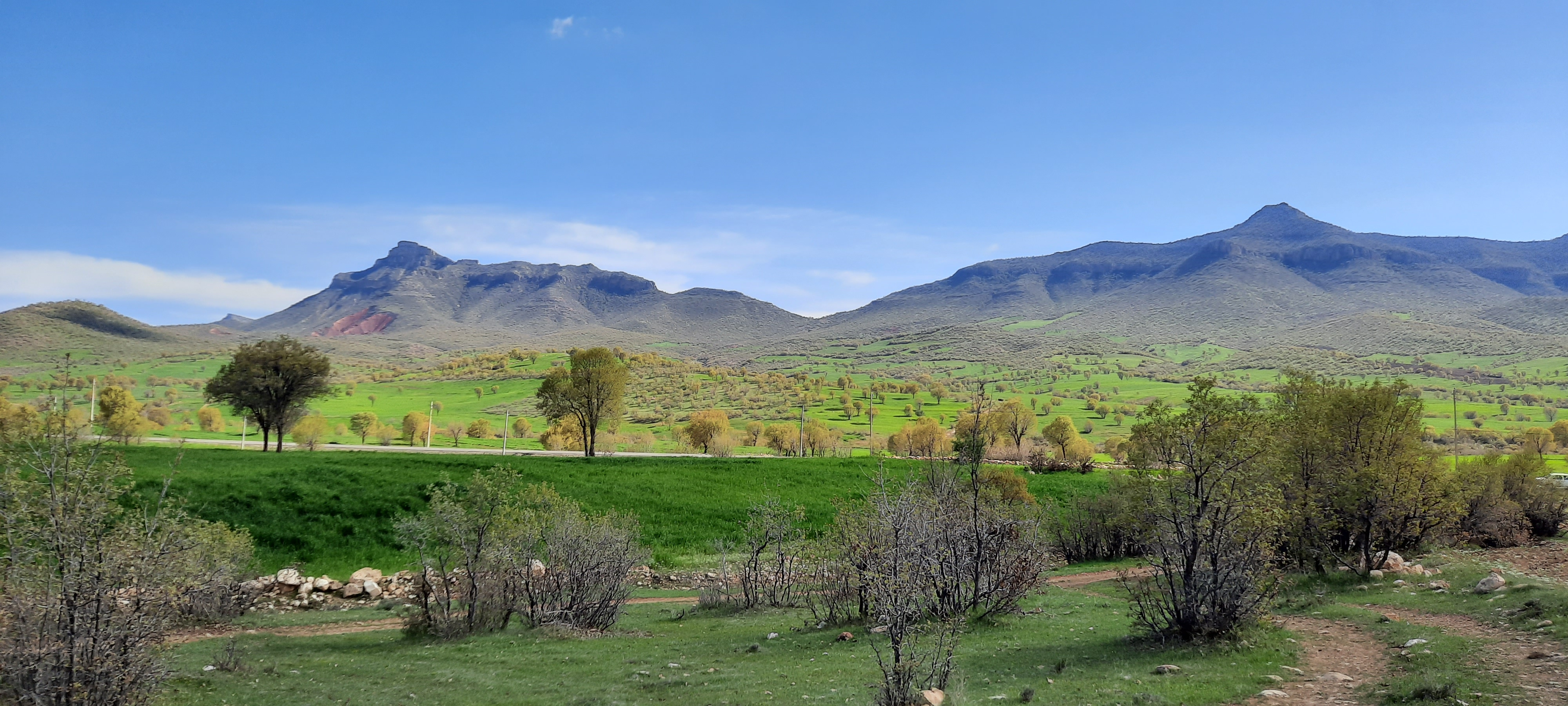

مله‌سرخ، روستایی از توابع بخش حمیل شهرستان اسلام‌آباد غرب در استان کرمانشاه ایران است.

## جمعیت
این روستا در دهستان حمیل قرار دارد و براساس سرشماری مرکز آمار ایران در سال ۱۳۸۵، جمعیت آن ۲۸۳ نفر (۶۸خانوار) بوده‌است. اما با این وجود تعداد دقیق جمعیت را بطور قطعی نمی توان محاسبه کرد. 
حدود نیمی از جمعیت روستا در شهر ها زندگی میکنند و برای تفریح و طبیعت گردی به روستا می آیند و حتی کشاورزانی که در شهر ها زندگی میکنند فقط به منظور کاشت و برداشت محصولات خود به روستا می آیند